# 3sat
Ne doit pas être confondu avec Problème 3-SAT.
3sat est une chaîne de télévision généraliste internationale publique germanophone et sans publicité des groupes de télévision publique allemands (ZDF et ARD), autrichien (ORF), et suisse (SRG SSR via la SRF).

## Histoire de la chaîne
3sat est née de la volonté des trois groupes de télévision publique germanophones, ZDF en Allemagne, ORF en Autriche et SRG SSR en Suisse via sa filiale suisse alémanique SRF, de constituer une chaîne de télévision internationale relayant leurs programmes, à l'image de la chaîne internationale francophone TV5 créée en janvier de la même année. Elle a commencé à diffuser ses programmes par satellite le 1er décembre 1984, avec ZDF comme partenaire principal de la coopération, même si les décisions étaient prises en commun.
En 1990, l'ancienne télévision nationale est-allemande Deutscher Fernsehfunk devient membre de 3sat et il est envisagé de changer le nom en 4sat. Il est finalement décidé de garder 3sat. Le 31 décembre 1991, la participation de la DFF s'arrête en même temps que le diffuseur est-allemand cesse d'exister à la suite de la réunification allemande.
Le 1er décembre 1993, à la suite de l'arrêt de sa chaîne par satellite Eins Plus, l'ARD a rejoint 3sat.

## Identité visuelle

### Logos

Logo de 3sat du 1er décembre 1984 au 1er décembre 1993
Logo de 3sat du 1er décembre 1993 au 1er juin 2003 (les 4 carrés symbolisent les diffuseurs ARD, ZDF, ORF et SRG SSR)
Logo de 3sat du 1er juin 2003 au 25 janvier 2019.
Logo de 3sat HD du 30 avril 2012 au 25 janvier 2019.
Logo de 3sat depuis le 25 janvier 2019.

## Organisation

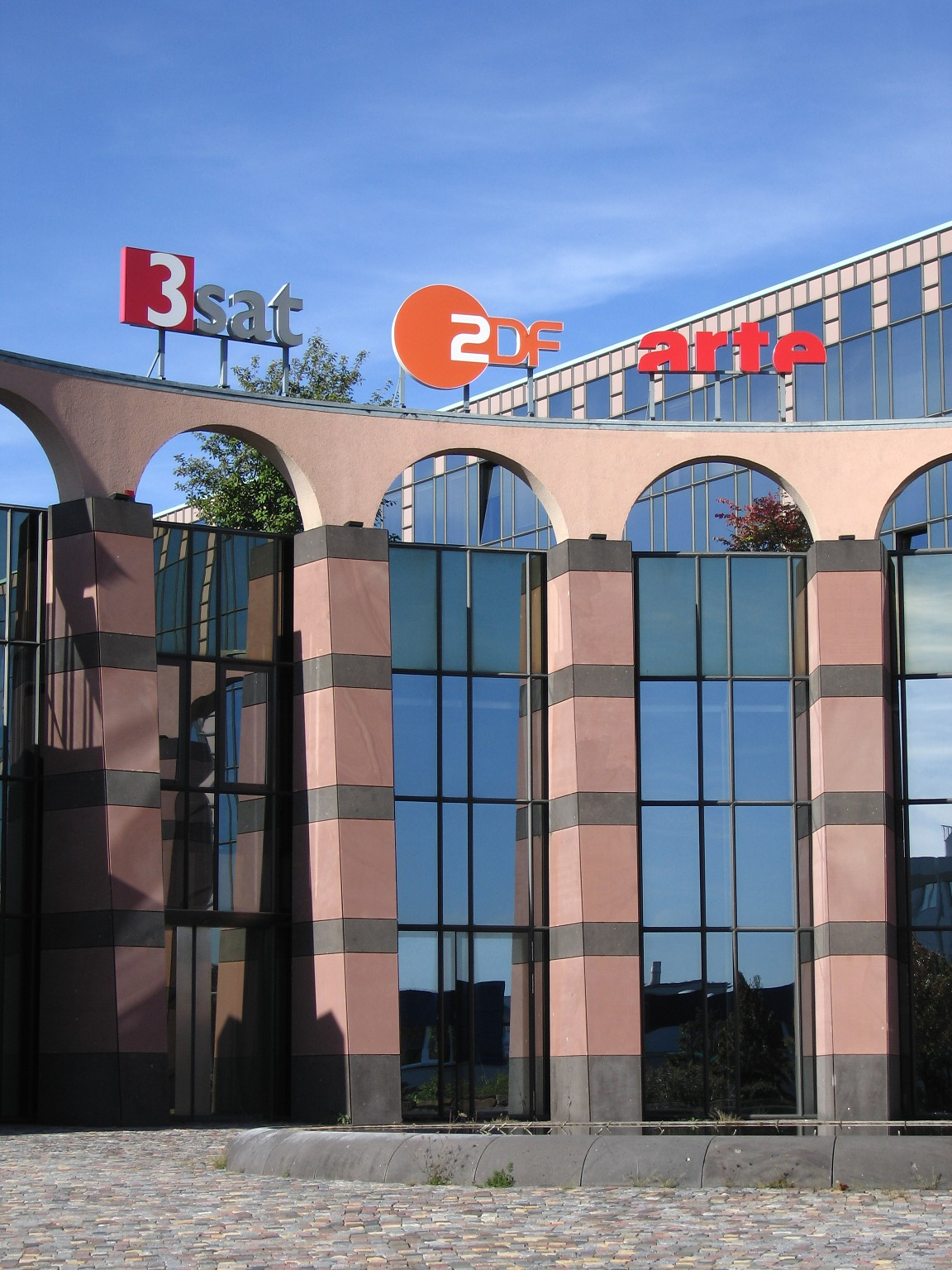
Centre d'émission de 3sat à Mayence

### Dirigeants
Président :
- Gottfried Langenstein

### Capital
Le capital de la chaîne est détenu à 32,5 % par la ZDF, 32,5 % par l'ARD, 25 % par l'ORF et 10 % par la SRG SSR.

### Siège
La chaîne diffuse ses programmes depuis ses studios situés dans le centre d'émission 2 de la ZDF à Mayence-Lerchenberg qu'elle partage aussi avec Arte Deutschland.

## Programmes
3sat diffuse un programme généraliste à dominante culturelle constitué de programmes de ses quatre partenaires, dont 32,5 % provenant de la ZDF, 32,5 % de l'ARD, 25 % de l'ORF et 10 % de la SRF.

### Magazines
- 3satBörse : tous les vendredis à 21 h 30
- Bilderstreit : Débat sur l'art (mensuel, samedi à 22 h 45)
- Bühler Begegnungen avec Peter Voß (mensuel, lundi à 22 h 25)
- DENKmal – das Wissenquiz, (dernier samedi du mois, à 19 h 20)
- delta – Das Denk-Magazin mit Gert Scobel (de), (mercredi à 21 h)
- FOYER : magazine du théâtre (1er et 3e samedis du mois à 19 h 20)
- hitec, Documentaires et reportages sur les sciences et techniques (le dimanche à 16 h)
- Kulturzeit (en semaine à 19 h 20)
- nano – die Welt von morgen (en semaine à 18 h 30)
- neues : Magazine de l'informatique et des télécommunications (le dimanche à 16 h 30)
- Recht brisant – Gerichtsreporter berichten (un mercredi par mois, à 20 h 15)
- schweizweit - Hintergrundgeschichten aus der Schweiz (17 h 45)
- tips & trends… – domizil / mobil / mode / sportiv (le samedi à 17 h 30)

### Évènements culturels
- 3satfestival
- alles muss raus
- Pop around the Clock
- 3sat-Zuschauerpreis
- Prix Pantheon

## Diffusion
La chaîne est principalement diffusée en Allemagne, en Autriche et en Suisse, même s'il est possible de la recevoir dans presque toute l'Europe grâce au satellite Astra 1 (19.2° Est). La chaîne est également diffusée sur la TNT en Allemagne et en Autriche, ainsi que sur certains réseaux câblés européens.